# Rosaleda All-American
La Rosaleda All-American o Rosaleda en el sur del Misisipi en inglés All-American Rose Garden o también conocida como The Southern Mississippi rose garden es una rosaleda y jardín botánico que se encuentra en el campus de la universidad de sur de Misisipi en la ciudad de Hattiesburg estado de Misisipi.

## Localización
Los jardines están situados dentro del campus de la universidad del sur de Misisipi. 
All-American Rose Garden Hardy Street, Hattiesburg, Forrest county, Misisipi MS 39406-0001 United States of America-Estados Unidos de América
Planos y vistas satelitales31°19′47″N 89°20′02″O / 31.32972, -89.33389.
Los All-American Rose Garden están abiertos siete días a la semana desde el amanecer hasta el anochecer. La entrada es gratis para el público.

## Historia
La rosaleda "All-American Rose Garden" es una de las dos rosaledas de All-America Rose Selections que hay en el estado de Misisipi. 
"The garden at Southern Miss" fue creado gracias al "Hattiesburg Area Rose Society" (HARS) en 1972 gracias a la iniciativa de William Wicht, un residente de Hattiesburg que fue el primer presidente de la HARS. 
Al lado del jardín se encuentra un monumento dedicado a reconocer los esfuerzos de Wicht para hacer de la rosaleda una realidad. 
Desde su inauguración oficial en 1974, la rosaleda en el sur del Misisipi' ha recibido numerosos premios por el mantenimiento y las exposiciones.
Más de un estudiante ha tratado de impresionar a su novia cortando una rosa, que si se detecta, tal acto conlleva una multa de hasta 500 dólares

## Colecciones
En esta rosaleda alberga 750 obtentores de rosas patentados en su gran mayoría de los grupos de rosas modernas híbrido de té y grandifloras.
Numerosos biólogos y botánicos vienen de todo el mundo para estudiar las rosas que esta rosaleda alberga.
Está abierta todo el año pero la estación del año donde se puede admirar su mayor floración es de final de primavera y en verano.  
La gran demanda popular ha llevado al USM a organizar una "Gala de la Rosa" el 5 de mayo con altavoces y una tarde de diversión entre las rosas.